# Anomocephalus africanus
Anomocephalus africanus és una espècie de sinàpsid extint de l'ordre dels anomodonts que visqué en allò que avui en dia és el sud d'Àfrica durant el Permià mitjà, fa entre 264,3 i 266,9 milions d'anys. Se n'han trobat restes fòssils a la província sud-africana del Cap Septentrional. Es tracta de l'única espècie del gènere Anomocephalus. Fou l'anomodont més basal conegut fins al descobriment de Biseridens. Era un animal herbívor i relativament gros, amb un crani de 20 cm de llargada. El nom genèric Anomocephalus significa ‘cap sense llei’, mentre que el nom específic africanus significa ‘africà’ en llatí.